# کسلناک
شهر کسلناک (به انگلیسی: Castleknock) با جمعیت ۲۱٫۵۰۴ نفر  در شهرستان دوبلین در کشور جمهوری ایرلند واقع شده‌است.